# Agenda-setting
Agenda-setting (również hipoteza porządku dnia) – hipoteza, zgodnie z którą ustalenie hierarchii ważności wydarzeń prezentowanych odbiorcom przez dysponentów danego medialnego kanału komunikacyjnego ma znaczący wpływ na formowanie się wyobrażeń lub poglądów opinii publicznej w danej kwestii, a nawet na sposób postrzegania przez widownię rzeczywistości społeczno-politycznej.
Agenda-setting jako wyznacznik rangi informacji w mediach, opisana w 1972 roku przez Maxwella McCombsa oraz Donalda Shawa, którzy proponują narzędzie do identyfikowania opinii przenoszonych przez media oraz opinii obywateli, aby ustalić ich powiązania. „Agenda jest inaczej hierarchią priorytetów, listą zagadnień poklasyfikowanych rosnąco według ważności, można ją ustalić na przykład wyliczając w danym momencie tematy omawiane w prasie i ilość czasu antenowego albo kierunków jakie one tworzą, lub też dokonując sondaży opinii wywiadów”.
Ze względu na zwiększoną liczbę kanałów podających tematy tych samych newsów rola mediów zmniejszyła się w ustanawianiu agendy publicznej. Agenda-setting stosuje się w kanałach komunikacyjnych takich jak radio, prasa, telewizja oraz media offline.